# Светско првенство у атлетици у дворани 2012 — 800 метара за жене
Трка на 800 метара у женској конкуренцији на Светском првенству у атлетици 2012. у Истанбулу одржана је 9. и 11. марта у Атлетској арени Атакуј.

## Земље учеснице
Учествовало је 18 такмичарки из 16 земаља.
1. Белорусија (1)
2. Грчка (1)
3. Етиопија (1)
4. Италија (1)
5. Кенија (1)
6. Мароко (1)
7. Молдавија (1)
8. Немачка (1)
9. Пакистан (1)
10. Палестина (1)
11. Русија (2)
12. САД (2)
13. Турска (1)
14. Уједињено Краљевство (1)
15. Украјина (1)
16. Чешка (1)

## Освајачи медаља
|                        |                          |                 |
| Памела Џелимо · Кенија | Наталија Лупу · Украјина | Ерика Мур · САД |

## Рекорди
Стање 8. март 2012.
| Рекорди пре почетка Светског првенства 2012.     | Рекорди пре почетка Светског првенства 2012. | Рекорди пре почетка Светског првенства 2012. | Рекорди пре почетка Светског првенства 2012. | Рекорди пре почетка Светског првенства 2012. | Рекорди пре почетка Светског првенства 2012. |
| ------------------------------------------------ | -------------------------------------------- | -------------------------------------------- | -------------------------------------------- | -------------------------------------------- | -------------------------------------------- |
| Светски рекорд                                   | 1:55,82                                      | Јоланда Чеплак                               | Словенија                                    | Беч, Аустрија                                | 3. март 2002.                                |
| Рекорд светских првенстава                       | 1:56,90                                      | Лудмила Форманова                            | Чешка                                        | Маебаши, Јапан                               | 7. март 1999.                                |
| Најбољи резултат сезоне                          | 1:59,01                                      | Malika Akkaoui                               | Мароко                                       | Лијевен, Француска                           | 14. фебруар 2012.                            |
| Афрички рекорд                                   | 1:57,06                                      | Марија Мутола                                | Мозамбик                                     | Лијевен, Француска                           | 12. фебруар 1999.                            |
| Азијски рекорд                                   | 2:00,78                                      | Михо Сато                                    | Јапан                                        | Јокохама, Јапан                              | 22. фебруар 2003.                            |
| Северноамерички рекорд                           | 1:58,71                                      | Никол Тетер                                  | Сједињене Државе                             | Њујорк, САД                                  | 2. март 2002.                                |
| Јужноамерички рекорд                             | 1:59,21                                      | Летисија Вријезде                            | Суринам                                      | Бирмингем, Уједињено Краљевство              | 23. фебруар 1997.                            |
| Европски рекорд                                  | 1:55,82                                      | Јоланда Чеплак                               | Словенија                                    | Беч, Аустрија                                | 3. март 2002.                                |
| Океанијски рекорд                                | 2:00,36                                      | Тони Хоџкинсон                               | Аустралија                                   | Париз, Француска                             | 9. март 1997.                                |
| Рекорди после завршеног Светског првенства 2012. |                                              |                                              |                                              |                                              |                                              |
| Најбољи резултат сезоне                          | 1:58,83                                      | Памела Џелимо                                | Кенија                                       | Истанбул, Турска                             | 11. март 2012.                               |

### Најбољи резултати у 2012. години
Десет најбољих атлетичарки године на 800 метара у дворани пре првенства (8. марта 2012), имале су следећи пласман.
| 1  | Malika Akkaoui, Мароко        | 1:59,01 | 14. фебруар |
| 2  | Памела Џелимо, Кенија         | 1:59,10 | 14. фебруар |
| 3  | Марина Поспелова, Русија      | 1:59,45 | 22. фебруар |
| 4  | Јелена Кофанова, Русија       | 1:59,63 | 22. фебруар |
| 5  | Јулија Тутајева, Русија       | 2:00,18 | 14. фебруар |
| 6  | Јекатерина Поистогова, Русија | 2:00,73 | 22. фебруар |
| 7  | Татјана Полијенко, Русија     | 2:00,80 | 22. фебруар |
| 8  | Јекатерина Купина, Русија     | 2:00,88 | 22. фебруар |
| 9  | Јелена Аржакова, Русија       | 2:01,04 | 22. фебруар |
| 10 | Ерика Мур, САД                | 2:01,08 | 26. фебруар |

Такмичарке чија су имена подебљана учествовале су на СП 2012.

## Квалификациона норма
| дворана | отворено |
| 2:03,50 | 1:59,50  |

## Сатница
| Датум          | Време | Ниво          |
| -------------- | ----- | ------------- |
| 9. март 2012.  | 11:50 | Квалификације |
| 11. март 2012. | 15:35 | Финале        |

## Резултати

### Квалификације
У квалификацијама такмичарке су подељене у 3 групе. За пласман у полуфинале пласирале су се по једна првопласирана из група (КВ) и 3 према постигнутом резултату (кв).,.
| Плас. | Група | Атлетичарка        | Земља                | Резултат | Белешка |
| ----- | ----- | ------------------ | -------------------- | -------- | ------- |
| 1     | 3     | Јелена Кофанова    | Русија               | 1:59,80  | КВ      |
| 2     | 3     | Ерика Мур          | САД                  | 2:00,24  | кв, ЛР  |
| 3     | 1     | Памела Џелимо      | Кенија               | 2:00,32  | кв      |
| 4     | 1     | Наталија Лупу      | Украјина             | 2:01,17  | кв, ЛР  |
| 5     | 3     | Мерве Ајдин        | Турска               | 2:01,19  | НР      |
| 6     | 2     | Фанту Магисо       | Етиопија             | 2:01,69  | КВ, ЛР  |
| 7     | 2     | Марина Арзамасова  | Белорусија           | 2:02,05  |         |
| 8     | 3     | Eléni Filándra     | Грчка                | 2:02,67  |         |
| 9     | 1     | Ленка Масна        | Чешка                | 2:03,08  |         |
| 10    | 1     | Фиби Рајт          | САД                  | 2:03,11  |         |
| 11    | 2     | Carolin Walter     | Немачка              | 2:03,61  |         |
| 12    | 2     | Мерилин Окоро      | Уједињено Краљевство | 2:04,06  |         |
| 13    | 2     | Malika Akkaoui     | Мароко               | 2:04,20  |         |
| 14    | 3     | Елена Попеску      | Молдавија            | 2:05,24  | ЛР      |
| 15    | 2     | Rabia Ashiq        | Пакистан             | 2:27,03  | ЛР      |
| 16    | 1     | Woroud Sawalha     | Палестина            | 2:51,87  | ЛР      |
|       | 3     | Елиза Кусма Пичоне | Италија              | НЗ       |         |
| 3     | 1     | Јулија Степанова   | Русија               | 2:00,26  | Диск.   |

### Финале
| Поз. | Атлетичарка      | Земља    | Резултат | Белешка |
| ---- | ---------------- | -------- | -------- | ------- |
|      | Памела Џелимо    | Кенија   | 1:58,83  | СРС, НР |
|      | Наталија Лупу    | Украјина | 1:59,67  | ЛР      |
|      | Ерика Мур        | САД      | 1:59,97  | ЛР      |
| 4    | Фанту Магисо     | Етиопија | 2:00,30  | ЛР      |
| 5    | Јелена Кофанова  | Русија   | 2:00,67  |         |
| 6    | Јулија Степанова | Русија   | 2:01,87  | Диск.   |

### Пролазна времена
| Дистанца | Такмичар        | Земља  | Време   |
| -------- | --------------- | ------ | ------- |
| 200 м    | Ерика Мур       | САД    | 28,13   |
| 400 м    | Ерика Мур       | САД    | 57,69   |
| 600 м    | Јелена Кофанова | Русија | 1:28,07 |